# Apanteles tiapi
Apanteles tiapi är en stekelart som beskrevs av Jean Risbec 1951. Apanteles tiapi ingår i släktet Apanteles och familjen bracksteklar. Inga underarter finns listade i Catalogue of Life.